# Jaroslav z Pernštejna
Jaroslav z Pernštejna (14. listopadu 1528, Moravský Krumlov – 27. července 1560) byl nejstarší ze tří synů Jana IV. z Pernštejna a poslední držitel rozsáhlého pernštejnského majetku v Čechách.

## Nezkušený magnát
Když Jan IV. z Pernštejna zemřel, bylo Jaroslavovi necelých dvacet let. Padla na něj odpovědnost za rozsáhlý majetek a také za dva mladší bratry Vratislava a Vojtěcha a sestru Kateřinu. Se správou majetku a řízením hospodářství neměl žádné zkušenosti a v rodině se ani neměl s kým poradit. Hledal proto pomoc v prostředí habsburské aristokracie na panovnickém dvoře, které mu bylo již dříve blízké. V osobě českého krále a později římského císaře Ferdinanda I. Habsburského spatřoval svého velkého příznivce a ochránce. Udržování vztahů k panovnickému dvoru však bylo velmi nákladné a také se pobytem ve Vídni a dlouhými cestami po Evropě odcizoval českému prostředí. Rovněž oba mladší bratři vedli nákladný život.

## Dělení majetku a problémy
Při pozdějším dělení majetku si nejmladší z bratrů Vojtěch vybral svou třetinu na Moravě s centrem v Prostějově, Vratislav moravské statky s centrem v Židlochovicích a Jaroslav převzal česká panství, z nich největší byly Pardubice a Potštejn. Kvůli zaneprázdnění povinnostmi u panovnického dvora Jaroslav pověřil roku 1550 správou panství Petra Hamzu ze Zábědovic ve funkci regenta. Přestože to byl zkušený finančník a úředník, stále rostoucí dluhy panství se mu nedařilo splácet a majetek musel být postupně rozprodáván, často pod cenou, anebo propadal ve prospěch věřitelů. Jaroslav byl nucen v roce 1556 prodat i Pernštejn.[zdroj?] Výnos pardubického panství byl rozdělován mezi věřitele, ale nestačil krýt ani úroky.

## Nešťastný konec
Jaroslav před dluhy nakonec uprchl do Itálie, kde v roce 1560 zemřel. Zbyly po něm jen dluhy a velmi špatná pověst zhýralce. Prestiž Pernštejnů pak zachránil panovník, který rozhodl převzít panství v hodnotě 400.000 kop míšenských grošů královskou komorou a zavázat se k úhradě Jaroslavových dluhů. Tak neblaze skončilo téměř sedmdesátileté zlaté období panství Pernštejnů v Pardubicích.

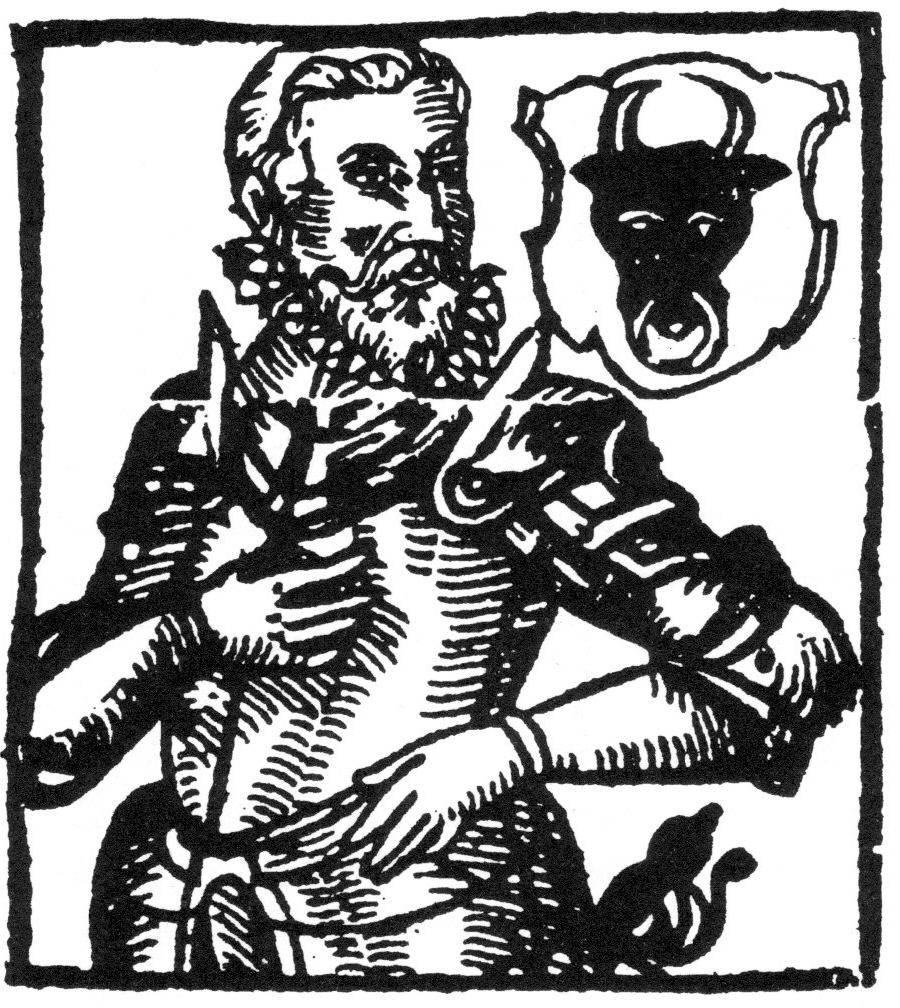
Jaroslav z Pernštejna dle Paprockého Zrcadla slavného markrabství moravského
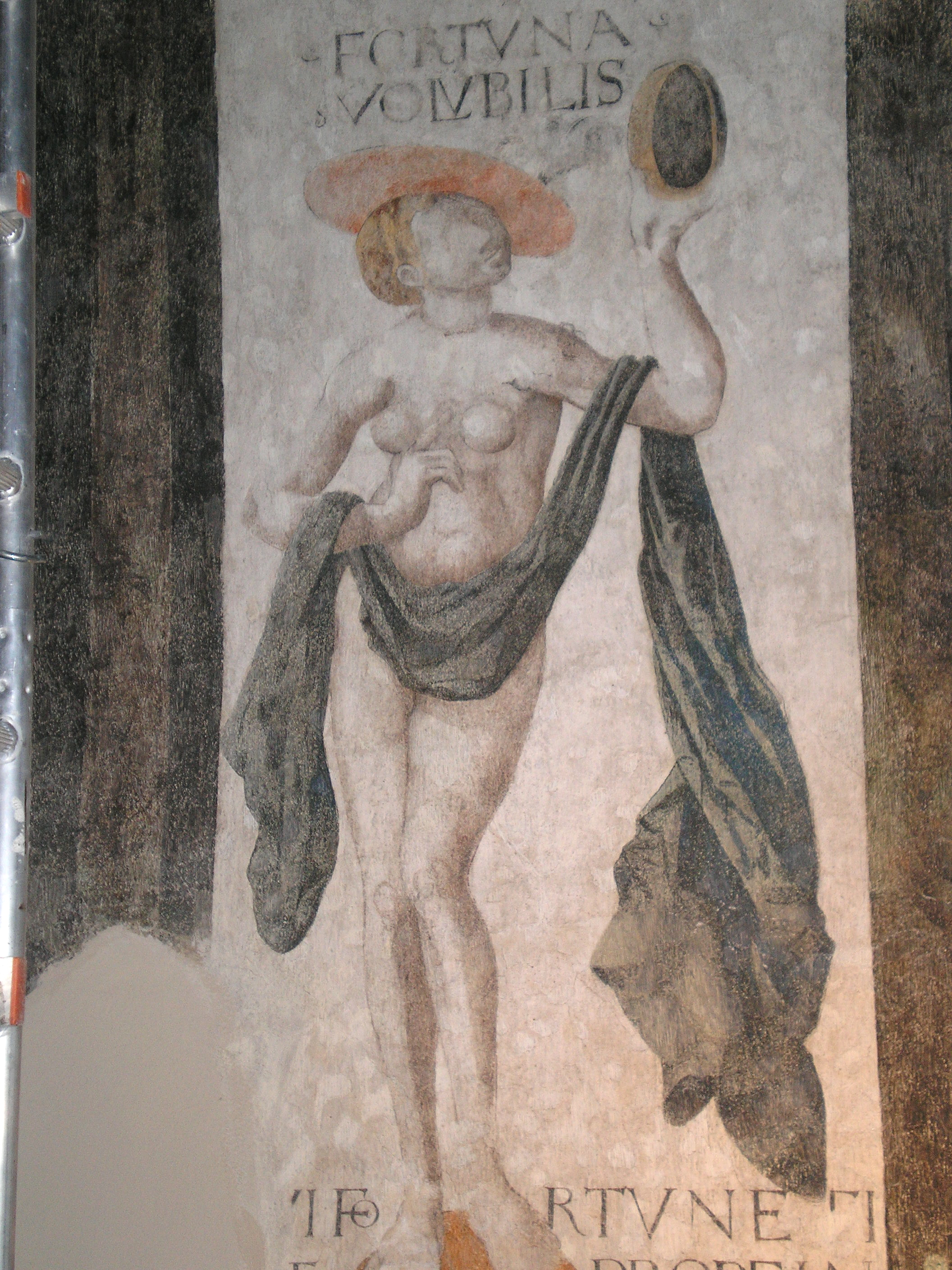
„Fortuna volubilis“ (Štěstěna vrtkavá), nástěnná malba ve Vojtěchově sále pardubického zámku